# Енц (район)
Район Енц (нім. Enzkreis) — район землі Баден-Вюртемберг, Німеччина. Район підпорядкований урядовому округу Карлсруе, входить до складу регіону Північний Шварцвальд (Nordschwarzwald). Центром району є місто Пфорцхайм. Населення становить 199 752 ос. (станом на 31 грудня 2020), площа  — 573,69 км². 

## Демографія
Густота населення в районі становить 338 чол./км².
| Рік             | Населення |
| --------------- | --------- |
| 31. грудня 1973 | 154.720   |
| 31. грудня 1975 | 154.590   |
| 31. грудня 1980 | 162.142   |
| 31. грудня 1985 | 164.312   |
| 27. травня 1987 | 164.639   |

| Рік             | Населення |
| --------------- | --------- |
| 31. грудня 1990 | 175.574   |
| 31. грудня 1995 | 186.812   |
| 31. грудня 2000 | 192.852   |
| 31. грудня 2005 | 196.417   |
| 31. грудня 2010 | 193.913   |

## Міста і громади
Район поділений на 5 міст, 23 громади.